# Shimpei Nishiya
Shimpei Nishiya (japanisch 西矢 慎平 Nishiya Shimpei; * 11. August 2001 in der Präfektur Hyōgo) ist ein japanischer Fußballspieler.

## Karriere
Shimpei Nishiya erlernte das Fußballspielen in der Schulmannschaft der Koryo Gakuen High School sowie in der Universitätsmannschaft der Sangyō-Universität Kyōto. Seinen ersten Profivertrag unterschrieb er am 1. Februar 2024 bei Kataller Toyama. Der Verein aus Toyama spielte in der dritten japanischen Liga, der J3 League. Am Ende der Saison 2024 belegte er mit dem Verein den dritten Platz und qualifizierte sich für die Aufstiegsspiele. Hier spielte man im Finale gegen Matsumoto Yamaga 2:2-Unentschieden. Da Katallar in der regulären Spielzeit den dritten Platz belegte, stieg man in die zweite Liga auf.